# Le Mayet-d'École
 Le Mayet-d'École  là một xã ở tỉnh Allier thuộc miền trung nước Pháp.